# Ваља Глодулуј (Сучава)
Ваља Глодулуј (рум. Valea Glodului) насеље је у Румунији у округу Сучава у општини Вултурешти. Oпштина се налази на надморској висини од 290 m.

## Становништво
Према подацима из 2002. године у насељу је живело 988 становника, од којих су сви румунске националности.